# Surya Deva

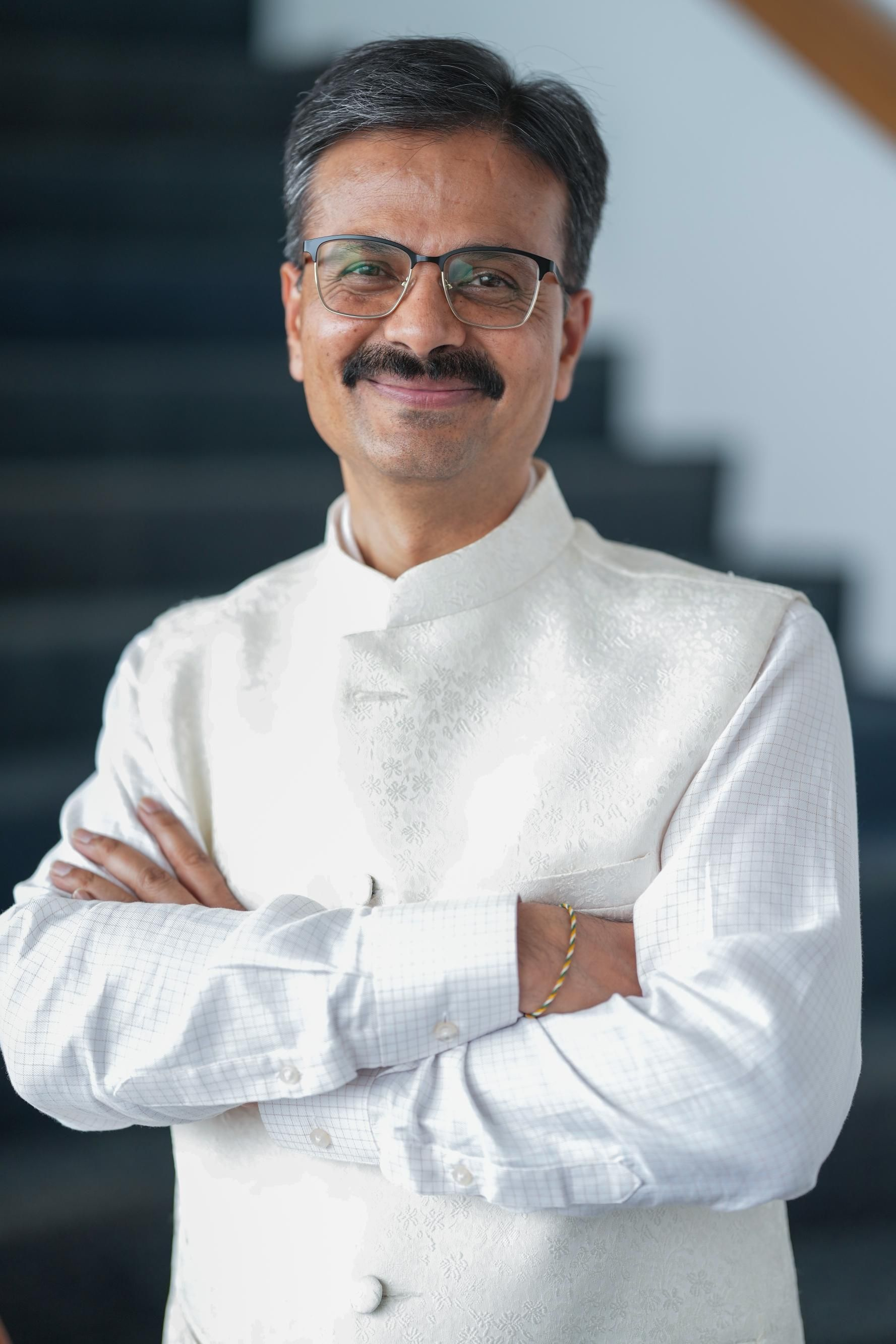
Surya Deva (2023)

Surya Deva (* 1973) ist ein indischer Rechtswissenschaftler, Hochschullehrer und Menschenrechtsexperte. Er ist seit Mai 2023 UN-Sonderberichterstatter für das Recht auf Entwicklung.

## Herkunft und Ausbildung
Surya Deva studierte Rechtswissenschaften an der University of Delhi. Dort erwarb er 1996 den LL.B. und 1999 den LL.M. An der Sydney Law School promovierte er 2007.

## Karriere
Deva arbeitete als Dozent an der University of Delhi und dem National Law Institute der University of Bhopal. Von 2005 an lehrte und forschte er an der Universität Hongkong, zunächst als Associate Professor, dann als Assistant Professor, seit Oktober 2021 als Adjunct Professor. Seit Juli 2021 ist er auch Gastprofessor an der Royal University of Law and Economics Cambodia in Phnom Penh.
Seit 2021 ist Deva Professor an der Macquarie University in Sydney und Direktor des Centre for Environmental Law. Er forscht über Menschenrechte im Arbeitsleben, vergleichendes Verfassungsrecht, internationales Menschenrecht, nachhaltige Entwicklung, Klimawandel und Geschlechtergerechtigkeit.
Deva hält als Gastdozent weltweit Seminare und Vorlesungen an Institutionen wie dem University College (Oxford), der juristischen Fakultät der University of Essex und dem University College London, der British Academy, dem British Institute of International and Comparative Law, dem Cambridge's Lauterpacht Centre of International Law, der UCLA School of Law, der Duke Law School, der Universität Oslo, der Universität Wien, der Universität Kapstadt, der Universität Heidelberg, der Seoul National University, der Lee Kuan Yew School of Public Policy in Singapur, der Renmin University of China Law School, der Universität Hongkong, der UNSW Faculty Law und der Sydney Law School.

## Sonstige Aufgaben
- seit 2014 Chefredakteur des Business and Human Rights Journal
- 2014 bis 2022 Gewähltes Mitglied des Exekutivkomitees der Internationalen Vereinigung für Verfassungsrecht
- 2016 bis 2022 Mitglied der UN-Arbeitsgruppe für Business and Human Rights
- 2021 bis 2022 Mitglied der Leitenden Beratungsgruppe für Business and Human Rights bei der National Human Rights Commission Indiens
- seit 2022 Vizepräsident der International Association of Constitutional Law[2]

## Ehrenamtliche Tätigkeit
Seit 1. Mai 2023 ist Deva als Nachfolger des Ägypters Saad Alfarargi Sonderberichterstatter zum Recht auf Entwicklung  beim UN-Menschenrechtsrat in Genf.

## Publikationen (Auswahl)
- Mandatory human rights due diligence laws in Europe: A mirage for rightsholders? Leiden Journal of International Law, 2023, 36(2), pp. 389–414
- Being Naïve or Putting Business First? Berlin : Fachinformationsdienst für internationale und interdisziplinäre Rechtsforschung Staatsbibliothek zu Berlin – Preußischer Kulturbesitz, 2021
- The un Guiding Principles' Orbit and Other Regulatory Regimes in the Business and Human Rights Universe: Managing the Interface Business and Human Rights Journal, 2021, 6(2), pp. 336–351
- Putting Byrnes and Hong Kong in a time machine: human rights in 2021 under the shadow of Beijing’s National Security Law Australian Journal of Human Rights, 2021, 27(3), pp. 467–486
- Access to Justice for Socio-Economic Rights Berlin : Fachinformationsdienst für internationale und interdisziplinäre Rechtsforschung Staatsbibliothek zu Berlin – Preußischer Kulturbesitz, 2017